# اتو اشتوپاخر
اتو اشتوپاخر (آلمانی: ‎Otto Stuppacher‎؛ زادهٔ ۳ مارس ۱۹۴۷ در وین، درگذشتهٔ ۱۳ اوت ۲۰۰۱ در وین) رانندهٔ مسابقات اتومبیل‌رانی اهل اتریش بود که در فصل ۱۹۷۶ در مجموع در سه گراند پری از مسابقات جهانی فرمول یک شرکت کرد، اما موفق به کسب هیچ امتیازی نشد.
اشتوپاخر در ۱۳ اوت ۲۰۰۱ در وین درگذشت.